# Secretan
Pour les articles homonymes, voir Secrétan.
Secretan est une société française qui fabriquait des télescopes.

## Histoire
En 1845, Marc Secretan (1804-1867), un mathématicien suisse, et Noël Paymal Lerebours (1807-1873), un opticien français, fondent une entreprise à Paris qui fabrique des instruments de précision. 
En 1854, Secretan devint l'unique propriétaire de la société, qui continua à opérer sous le nom de Lerebours & Secretan. Avec l'intérêt croissant du public pour l'astronomie, le physicien Léon Foucault (1819-1868) conclut un contrat exclusif avec Secretan pour la commercialisation d'un télescope. 
À la mort de Secretan en 1867, la direction de la société passa d'abord à son fils Auguste François (1833-1874), puis au cousin d'Auguste, Georges Emmanuel Secrétan (1837-1906). Vers 1889, Georges Secrétan déplaça ses ateliers au 30 rue du Faubourg Saint-Jacques, près de l'Observatoire de Paris et nomma Raymond Augustin Mailhat (1862-1923) à leur tête à partir du 1er janvier 1889. En 1894, Mailhat racheta partie des ateliers et créa sa propre entreprise, tandis que Secretan déménageait son matériel à un nouvel emplacement au 41, quai de l'Horloge, près de son magasin à la Place du Pont-Neuf. 
À la suite de la mort de Georges Secrétan en 1906, son fils Paul Victor (né en 1879) et sa fille Alice (née en 1878) héritent de l'entreprise qu'ils exploitent jusqu'en 1911, lorsqu'ils la vendent à Charles Épry. En 1913, Gustave Jacquelin (1879-1939) devient l'associé d'Épry et l'entreprise continue de fabriquer et de vendre des produits astronomiques, scientifiques et optiques,. 
En 1963, la société Secretan fusionne avec la société Henri Morin, productrice de matériel d'arpentage et de dessin, rebaptisée Etablissements H. Morin-Secretan,. Vers 1967, cette firme a fusionné avec la Société de Recherches et de Perfectionnements Industriels (SRPI), qui a fonctionné au moins jusqu'en 1981.